# José Xifré i Mussach
José Xifré i Mussach (Vich, Barcelona, 18 de febrero de 1817- Cervera, España, 1899) fue un religioso catalán del siglo XIX.

## Biografía
Nació en Can Sibiu, una masía muy humilde de Vich. Ingresó en el seminario de su ciudad natal en 1829. Recibió la ordenación sacerdotal en Roma el 16 de febrero de 1840.  Fue uno de los cofundadores de la Congregación de los Misioneros Hijos del Inmaculado Corazón de María y superior general, elegido el 1 de mayo de 1858 y reelegido en los Capítulos Generales de 1864, 1876 y 1888. Hombre de espíritu generoso y rectilíneo, estuvo movido por un idealismo nobilísimo acompañado de una energía y entrega extraordinarias. Su inteligencia estuvo siempre al servicio de la fe; su voluntad al servicio de la virtud y su corazón al servicio del ideal. Fue un hombre de fe profunda y un enamorado de la Congregación y de la Iglesia.
Director espiritual del P. Fundador se relacionó con él continuamente desde 1858 hasta la muerte del Santo para pedirle consejo sobre numerosos asuntos de la Congregación. El P. Xifré le impuso el mandato de escribir su autobiografía (cf. Aut 1), documento de valor incalculable para conocer la vida de Claret y el espíritu claretiano. Tras una vida misionera intensa en el gobierno de la Congregación murió en Cervera (Lérida - España) el 3 de noviembre de 1899. Dejó una impronta profunda en la marcha posterior de la Congregación después de trabajar incansablemente por su expansión y desarrollo.
Además de sus numerosas circulares, publicó el Cleri socius (1867); el Espíritu de la Congregación de los Misioneros Hijos del Inmaculado Corazón de María (1892); El auxiliar de los Misioneros (1892‑1893) y un tratado sobre La gracia divina (1899). Durante su generalato se inició la publicación del Boletín Religioso, que luego se convirtió en Anales de la Congregación y también la revista mariana El Iris de Paz o El Inmaculado Corazón de María, que había comenzado siendo el Boletín del Corazón de María.
Una de sus grandes preocupaciones fue estimular la fidelidad a la vocación y el amor a la Congregación. En la circular Ser fieles a la vocación y en el citado Espíritu de la Congregación exhorta a ellas y da orientaciones para ayudar a los hermanos a superar algunas dificultades vocacionales.
Su gobierno constituyó una etapa decisiva para la historia del Instituto de los Misioneros Hijos del Inmaculado Corazón de María; fue muy rico en iniciativas y realizaciones. La expansión y la consolidación del Instituto durante este período fueron formidables. El P. Xifré comenzó su generalato con una sola casa‑misión, formada por doce miembros. A su muerte dejó el Instituto perfectamente organizado, con su doble personalidad civil y religiosa, con 1.782 miembros repartidos en 61 casas de España, Italia, Portugal, Guinea Ecuatorial, Chile, México y Brasil. Tiene calle dedicada en Madrid.